# Champignon

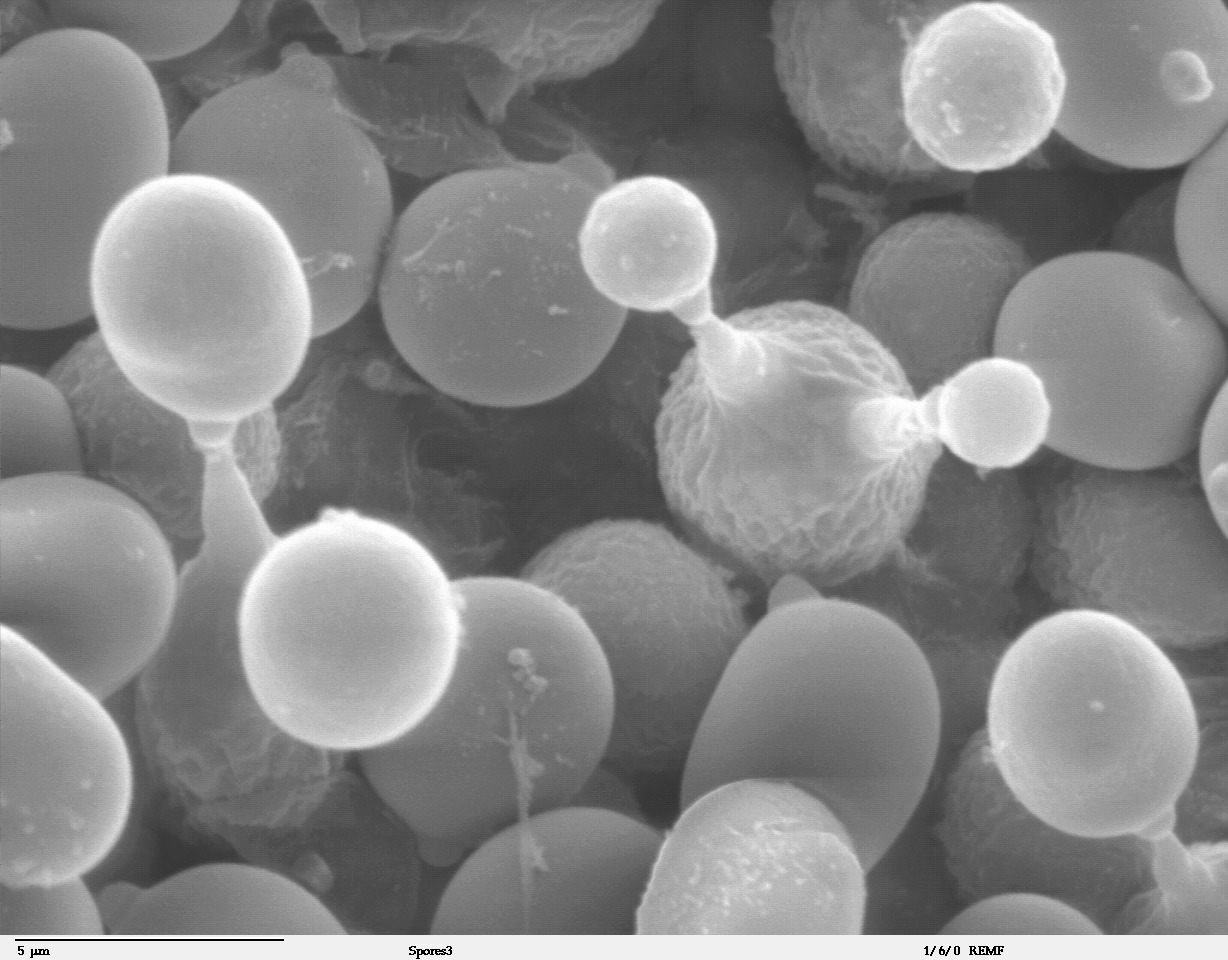
SEM-afbeelding van knopvormende sporen van Agaricus bisporus

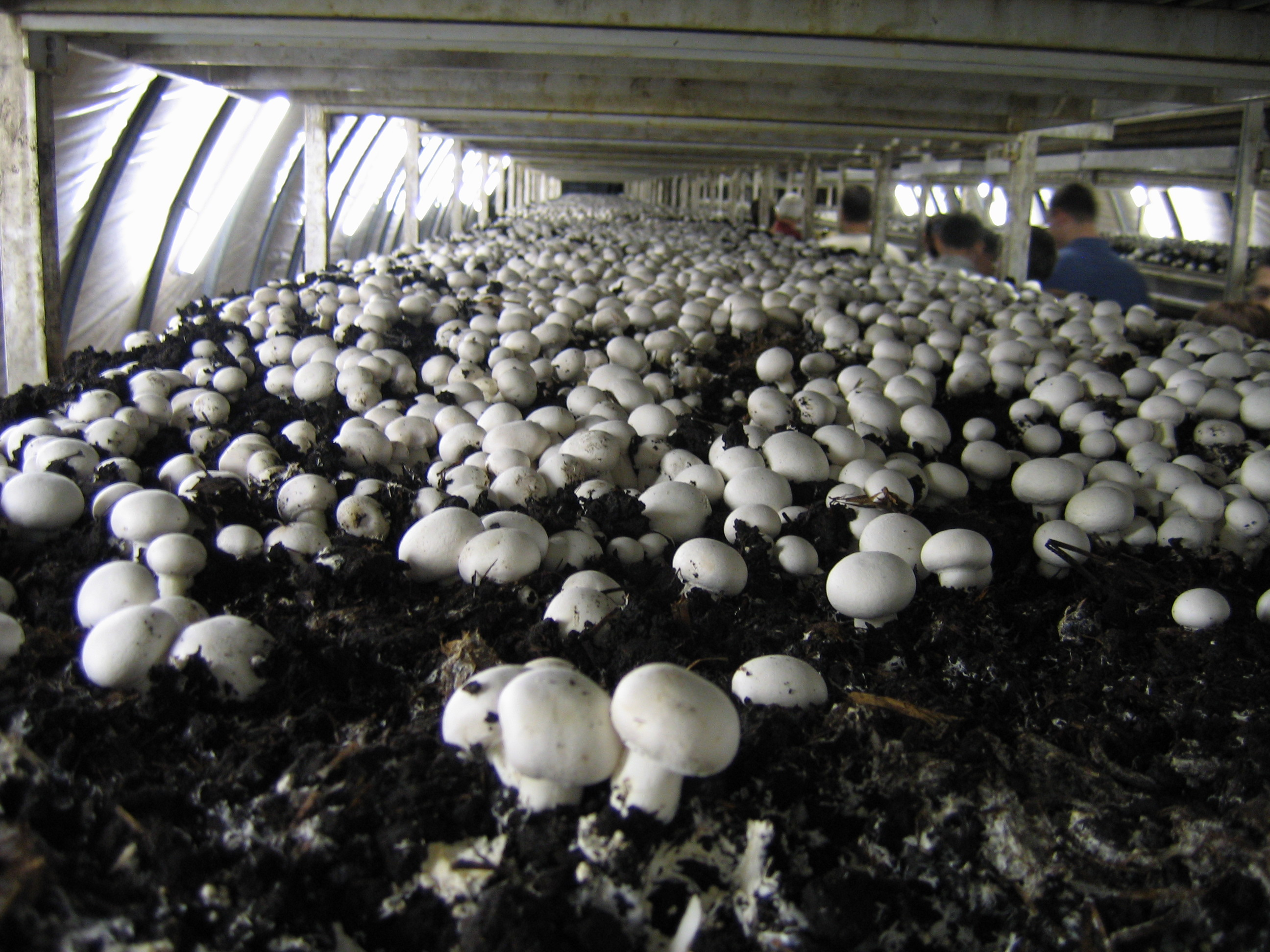
Teeltbed

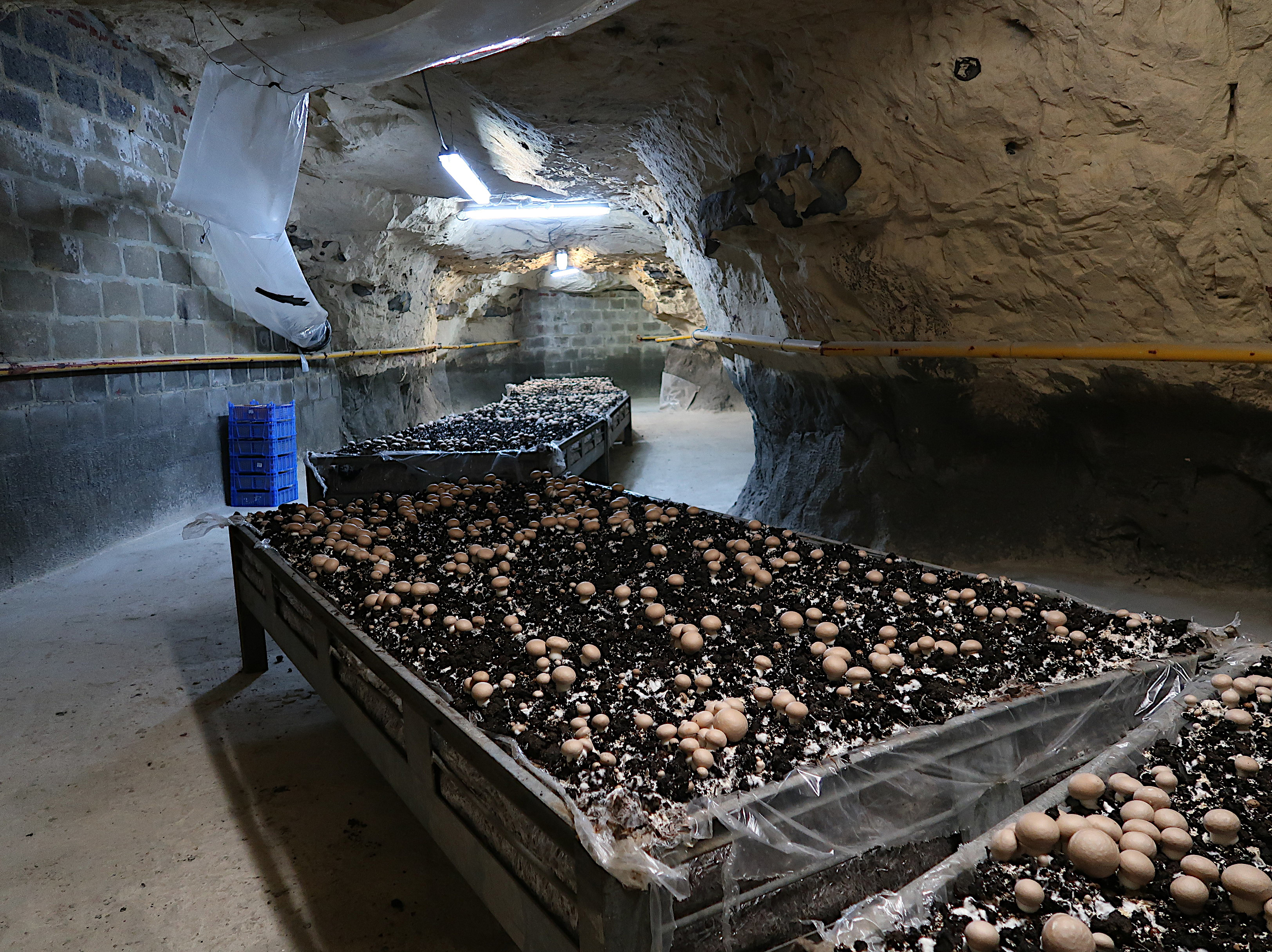
Kweek van grotchampignon in Eben-Emael

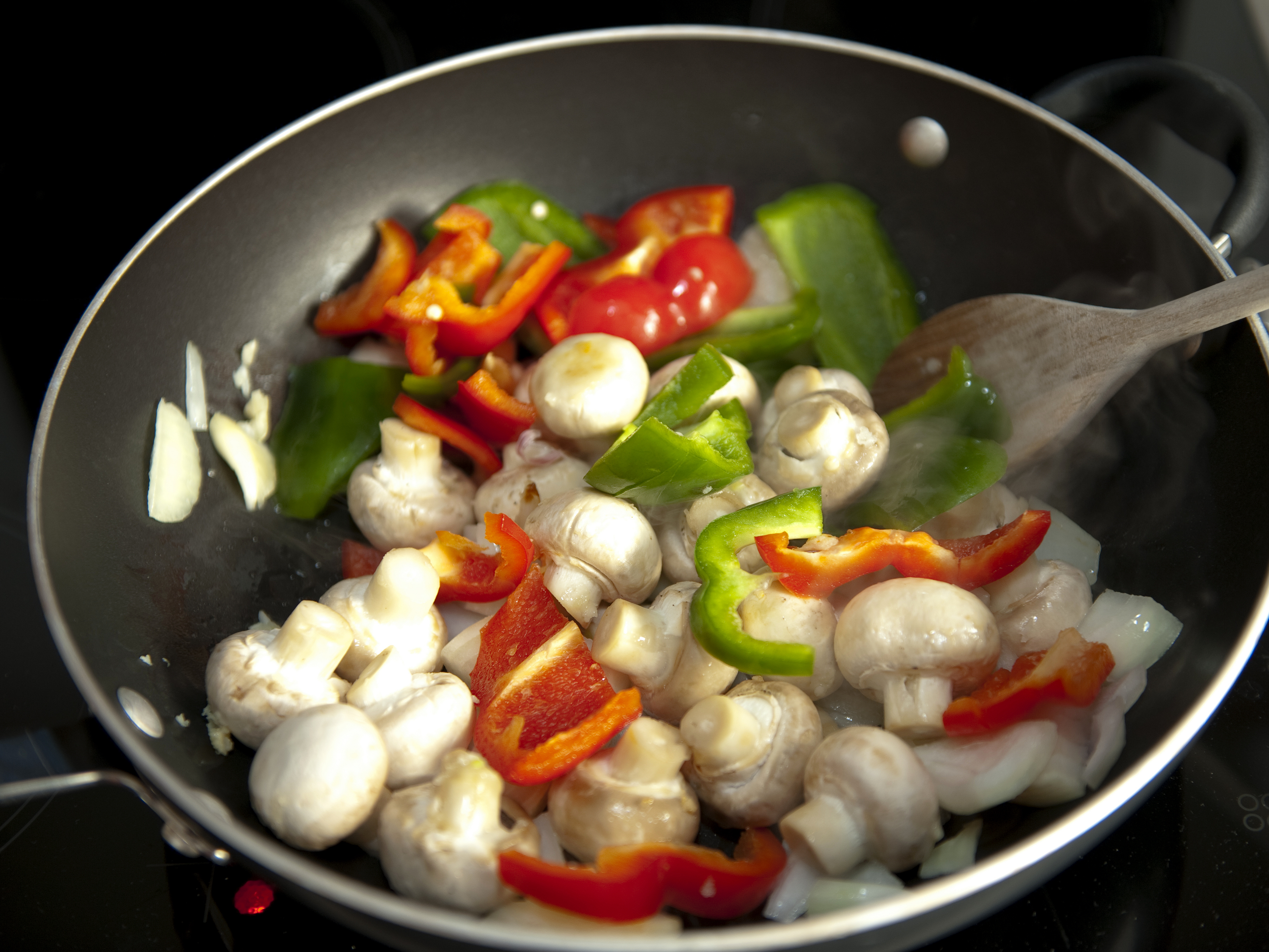
De champignon is een veelgebruikte paddenstoel in de keuken

De champignon (Agaricus bisporus) is het vruchtlichaam van een  schimmel uit de familie Agaricaceae.

## Naam
De gekweekte eetbare paddenstoel Agaricus bisporus is in Nederland en België sinds de jaren 1970 volledig ingeburgerd onder de naam 'champignon', het Franse woord voor paddenstoel. De naam champignon is afgeleid van het Latijnse campinio dat klokje betekent. In de Franse taal refereert champignon aan paddenstoelen in het algemeen en wordt de Agaricus bisporus aangeduid als champignon de Paris.

## Geschiedenis
Verschillende soorten eetbare champignons groeien in bos en veld waar ze al sinds mensenheugenis worden geplukt. De eerste gedocumenteerde champignonteelt vond plaats in de omgeving van Parijs, waar in 1651 champignons werden geteeld door afval van de meloenenteelt te begieten met (spore-bevattend) waswater van rijpe champignons. Deze werden in exclusieve Parijse restaurants gegeten. In 1707 werden champignons ook in moestuinen op paardenmest geteeld. Omstreeks 1780 ontdekte men dat het klimaat in ondergrondse steengroeven in de omgeving van Parijs zeer geschikt was voor de champignonteelt. 
In Nederland vond de teelt voor het eerst plaats in 1825 op een landgoed bij Haarlem. Omstreeks 1900 kwam de champignonteelt op grotere schaal op gang in de Fluweelgrot te Valkenburg en in de Sint-Pietersberg bij Maastricht. Wetenschappelijk onderzoek vond in Nederland plaats vanaf 1934 te Naaldwijk en vanaf 1946 te Sint Gerlach. Dit leidde ertoe dat in 1950 de eerste bovengrondse champignonkwekerijen ontstonden. De teelt in Nederland vindt voornamelijk plaats in de provincies Limburg, Noord-Brabant en Gelderland. Vooral Horst, Kerkdriel en Mook waren aanvankelijk belangrijke centra. 
Nederland kent, op Polen na, de grootste productie van champignons van de Europese Unie en was in 2019 de vijfde champignonproducent ter wereld, na China, Japan, de Verenigde Staten en Polen.
In België zijn onder andere in de mergelgrotten van Zichen-Zussen-Bolder (Limburg) kwekerijen gevestigd.

## Teelt
Champignons worden in Nederland bijna altijd in champignoncellen gekweekt, op een voedingsbodem van onder andere paardenmest en dekaarde. Basisgrondstoffen voor dekaarde kunnen veen, schuimaarde en mergel zijn.  Champignons worden vermeerderd via een reincultuur van mycelium op graankorrels, dat "broed" wordt genoemd.
Het hele kweekproces van de champignon duurt bij elkaar zo'n zes weken. Hieraan voorafgaand wordt in ongeveer twee weken tijd de kweekbodem geproduceerd. Deze bestaat uit compost van kalk, paardenmest en kuikenmest. Veelal worden de kweekbedden met reeds met mycelium van champignon doorgroeide compost gevuld. Het geheel wordt afgedekt met een laag veen. Deze dekaarde zorgt ervoor dat vochtigheid en temperatuur van de compost stabiel blijven. Afhankelijk van het ras wordt een temperatuur van tussen 16 en 22 graden Celsius aangehouden.
In Nederland en België wordt zowel handmatig als met machines geoogst. Handmatig geplukte champignons worden meestal vers verkocht. De machinaal geoogste champignons worden gebruikt voor conserven, in diepvriesproducten en halfconserven.
Bij handmatige oogst worden de champignons in drie weken geoogst. Deze oogstmomenten worden "vluchten" genoemd. Per vlucht wordt drie tot vijf dagen geoogst. Bij machinale oogst worden alle op dat moment rijpe champignons in een keer geoogst, waarna een week later nog een tweede en laatste maal wordt gesneden.
Door de productiecel na het leegmaken te stomen worden mogelijk aanwezige ziekteverwekkers uitgeroeid. Tijdens de teelt kan tegen andere schimmelinfecties formaline worden gebruikt. Ter bestrijding van de verwelkingsziekte wordt pyrazofos of thiofanaat-methyl gebruikt. De champignonvlieg bestrijdt men met andere chemische middelen.

## Rassen
Rassen van de gekweekte champignon worden in drie groepen verdeeld, te weten:
1. grove, traagknoppende hybriderassen
2. middelgrove, snelknoppende tussenhybriderassen
3. fijne, snelknoppende hybriderassen. Deze worden bijna niet meer geteeld.

Rassen kunnen niet alleen in grootte verschillen, maar ook in kleur (wit en bruin), vorm, gladheid (geschubdheid) en houdbaarheid na de oogst. De schubben zijn de resten van het velum universale.

## Witte en bruine champignon
De in Nederland meest verkochte champignons zijn de witte champignons en de bruine of kastanjechampignons. De laatste hebben een steviger structuur en hebben een nootachtige smaak. Ook is de houdbaarheid langer in vergelijking met de witte champignon.

## Gebruik
Champignons kunnen zowel rauw als gebakken, gekookt of gefrituurd gegeten worden. Het rauw eten van champignons wordt afgeraden door het Voedingscentrum vanwege de mogelijk kankerverwekkende eigenschappen van de in de rauwe champignon aanwezige stof agaritine. Daarnaast worden champignons geteeld op mest. Hoewel deze mest gesteriliseerd behoort te zijn kunnen champignons besmet zijn met bacteriën zoals Listeria en E. coli. Bij bakken kan de smaak worden versterkt door de toevoeging van een kleine hoeveelheid tijm. Champignons kunnen ook worden geconserveerd. De vrucht is het basisingrediënt voor champignonsoep, champignonragout en champignonsaus.

## Genoom
Aan de hand van de erfelijke blauwdruk van de champignon is het duidelijk geworden waarom champignons zich op humusbodems beter thuis voelen dan andere paddenstoelen. Het genoom van twee champignonvariëteiten is in kaart gebracht en hij blijkt te beschikken over een aanzienlijke hoeveelheid genen die zorgen voor de afbraak van lignine (houtstof) en verwante verbindingen die in hoge concentratie aanwezig zijn in humusrijke omgevingen zoals compost en bladafval. Dit maakt dat hij een cruciale rol speelt bij de afbraak van afval in bossen en de koolstofcyclus in bossen, waar zijn natuurlijk biotoop ligt.
Er zijn duidelijke verschillen tussen ondergrondse en bovengrondse activiteiten van de champignongenen. Benedengronds, in de zwamdraden, domineren genen die zorgen voor het afbreken van plantaardige biomassa; bovengronds zijn genen die nodig zijn voor de groei van het vruchtlichaam dominant.

## Straatchampignon
Rassen van de straatchampignon (Agaricus bitorquis) worden vooral gebruikt voor teelt in de zomermaanden in de gematigde streken. Ze zijn immuun voor de afstervingsziekte. Kwalitatief zijn deze champignons echter minder goed dan die van de rassen van de gekweekte champignon Agaricus bisporus. Daarom worden deze rassen bijna niet meer geteeld.

## Portobello
Portobello is de handelsnaam voor een groot uitgegroeide kastanjechampignon waarvan de hoed een doorsnede kan hebben van 12 cm. De hoed wordt gebruikt om met een vulling te bereiden als (oven)gerecht.

## Voedingswaarde
In 1 stuk (10 gram) champignons zit:
- 8,4 kJ (2 kcal) energie
- 0 gram vet
- 0 gram verzadigd vet
- 0 gram koolhydraten
- 0 gram suikers
- 0,2 gram vezels
- 0,2 gram eiwit
- 0 gram zout

## Veen
Voor de champignonkweek geschikt veen wordt veelal gedolven in Duitsland en Polen. Het landschap - waaronder natuurgebieden - wordt daar echter door aangetast en de beschikbare voorkomens raken op. Daarnaast oxideert gewonnen veen. Door de oxidatie komen grote hoeveelheden van het broeikasgas CO2 vrij, een gas dat mede verantwoordelijk is voor de versnelde opwarming van de aarde. Om genoemde redenen zijn in Duitsland stemmen opgegaan het afgraven van veen in zijn geheel te verbieden (Zwitserland kent een dergelijk verbod al sinds 1987). De Duitse regering heeft in 2016 besloten het al dan niet verbieden van het afgraven van veen bij de deelstaten neer te leggen. Veen uit Ierland en Letland vergt langer en daardoor duurder en milieu-onvriendelijker transport.
Er wordt onderzoek gedaan naar alternatieven die het milieu minder belasten. Zo wordt er onderzocht of afgewerkte champigoncompost (champost), een product dat onder de Nederlandse Mestwetgeving valt, als alternatief zou kunnen dienen voor het veen. Na vergisting onder hoge temperatuur zou een product moeten resteren dat vergelijkbaar is met veen. De resultaten vallen tot nu toe tegen: het doden van alle schimmels en bacteriën in de afgewerkte champignoncompost lukt (nog) niet. Voor agrariërs is afgewerkte champignoncompost oninteressant vanwege de mest die dit product bevat; het telt mee in de mestboekhouding.
Van 1982 tot 2008 is er in Nederland een rechtsstrijd gevoerd over afgewerkte champignonmest met pentachloorfenol, een bestrijdingsmiddel tegen bacteriën, schimmels en insecten. Dat bestrijdingsmiddel zou in Nederland en België land- en tuinbouwgronden (blijvend) hebben aangetast. Verschillende rechters hebben de klagers telkenmale in het ongelijk gesteld.